# كربون نشط

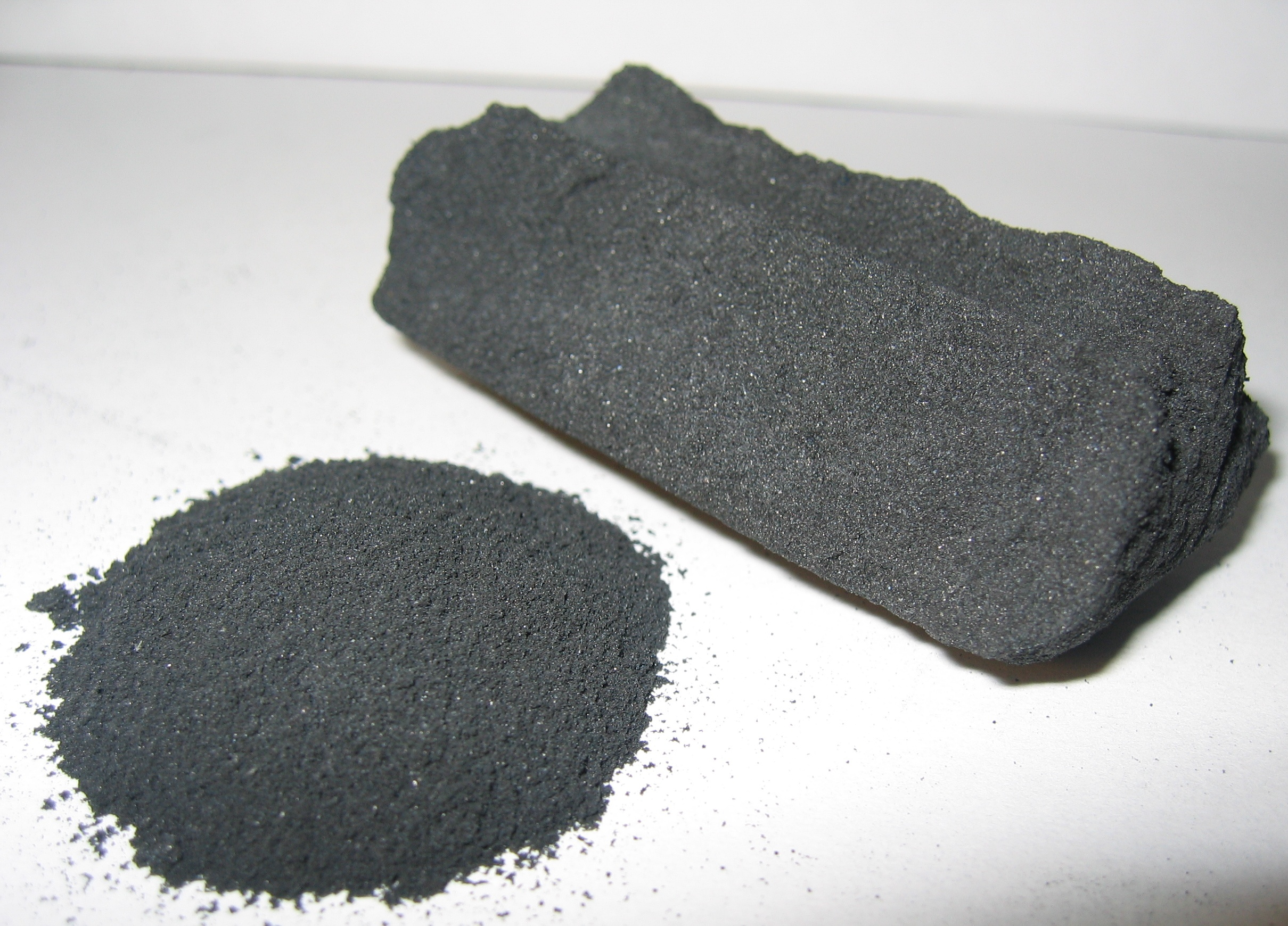
كربون نشط

الكربون النشط أو الفحم المنشط أو كاربون منشط، هو فحم مصنع بأسلوب خاص مسامي، بحيث تصبح مساحة سطحه كبيرة جدا، وبالتالي يصبح أكثر قدرة كيميائيًا على التقاط غازات ضارة أو الغير مرغوب فيها. يستخدم الكربون النشط مع جير الصودا في صناعة كمامات الغاز .

## نبذة

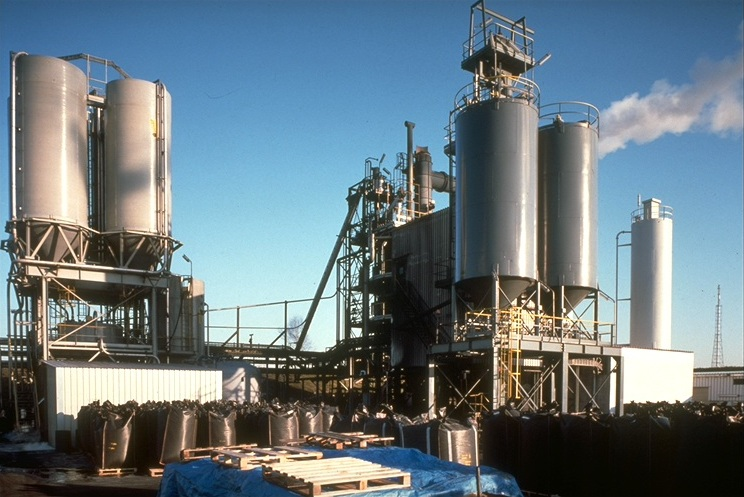
فرن إعادة تنشيط الفحم في بلجيكا

الفحم المنشط مادة صلبة غير متبلورة وعالية المسامية تحوي حبيبات دقيقة من الجرافيت، معالجة بطرق خاصة لتجعلها مسامية. يستحضر على شكل حبيبات صغيرة أو مسحوق ناعم، والفحم المنشط مادة غير قطبية كما أنها غالية الثمن حيث تباع بمبلغ 1500 دولار للطن وتستوردها الدول العربية ولا تنتج فيها، وتستهلك مصر وحدها مايقرب من 6000 طن شهريا منها والمصدر الرئيسي لها هي الصين
يمكن إنتاجه من مواد بديلة مثل قشر الأرز وقشر جوز الهند إلا ان أهم عيوبه قابلية الاشتعال ويمكن تحضيره من المواد الكربونية بما فيها الفحم بأنواعه المختلفة (البترولي والحجري والمتفحم والخشبي والصدفي مثل قشرة النارجيل)

## ميزات
يتميز بقدرته العالية على إمتصاص الغازات والسموم الموجودة حوله ولذلك يستخدم كدواء معالج لأمراض التسمم والغازات والمغص وأي مرض تنتشر فيه غازات سامة في الجهاز الهضمي. كما يستخدم الفحم المنشط في صناعة الكمامات وغيره من أدوات السلامة التي يستخدمها رجال الإطفاء والعاملين في مناجم. كما يستخدم لتنقية المياه الملوثة ومياه الصرف الصحي للاستخدام للشرب وللزراعة وللصناعة. ويستخدم أيضا في قتل البكتيريا وإزالة الروائح الكريهة. والمعروف حاليا أن الفحم النشط هو أفضل الممتزات وأكثرها استخداما في كافة المجالات.

## التصنيع
يتضمن التصنيع مرحلتين:
- الكربنة تشمل تجفيف وتسخين المواد الأولية للتخلص من المواد الأخرى الجانبية الاضافية كالقطران والمواد الهيدروكربوينة الأخرى وأيضا للتخلص من أي غازات ناشئة وتحريرها، وتتم عملية التسخين عند درجة حرارة 400–600 °C في ظروف تكون فيها كمية الأكسجين قليلة جدا للحيلولة دون حدوث احتراق للفحم
- تنشيط الحبيبات المكربنة بتعريضها لمادة مؤكسدة وعادة تكون بخار أو ثاني أكسيد الكربون عند درجات حرارة عالية. هذه العوامل المؤكسدة تحرق المواد التي تسد مسامات بنيته والتي نتجت أثناء عملية الكربنة بحيث تتكون مسامات داخل الشبكات البلورية للجرافيت، وهذا ما يعمل على زيادة السطح الفعال فيه . ويعتمد حجم المسامات المتكونة أثناء عملية «التنشيط» على الوقت المستهلك لهذه العملية؛ فكلما كان زمن التنشيط طويلا كلما كان حجم المسامات كبيرا . أشهر أنواع الفحم المنتج لهذا الغرض هو النوع الذي ينتج من الفحم القاري من الأسفلت نظرا لصلابته ومقاومته للكشط والاحتكاك و توزيع المسامات البينية، ورخص تكلفته، لكن تبقى كفاءته معلقة بنوع الاستخدام الذي صنع من أجله.

## الاستخدام
يستخدم الفحم المنشط كمادة ماصة للمواد العضوية وغير القطبية وأيضا في معالجة الغازات والمياه وهو أكثر مادة مستخدمة كمادة ماصة للروائح والغازات والرطوبة. كما يستخدم أيضا في تكرير الزيوت والسكر والبتروكيماويات وأيضا في شركات الادوية، وتنقية المياه، وهذا يعزى إلى مساحة السطح العالية التي يتميز بها القادرة على امتصاص مواد ضارة أو غير مرغوب فيها.